# Serie A2 2007-2008 (pallavolo femminile)
La Serie A2 italiana di pallavolo femminile 2007-2008 si è svolta dal 6 ottobre 2007 all'11 maggio 2008: al torneo hanno partecipato sedici squadre di club italiane e la vittoria finale è andata per la prima volta alla Spes Volley Conegliano.

## Regolamento
Le squadre hanno disputato un girone all'italiana, con gare di andata e ritorno, per un totale di trenta giornate; al termine della regular season:
- Le prime due classificate sono promosse in Serie A1.
- Le classificate dal terzo al sesto posto hanno acceduto ai play-off promozione, strutturati in semifinali, giocate al meglio di due vittorie su tre gare, e finale, giocata al meglio di tre vittorie su cinque gare: la vincitrice è promossa in Serie A1.
- Le ultime tre classificate sono retrocesse in Serie B1.

## Squadre partecipanti
Le squadre partecipanti sono 16: delle squadre provenienti dalla Serie A1, Rivergaro si è fusa con Piacenza nella Rebecchi La Lupa Piacenza, mentre Forlì è stata ripescata in Serie A1 a causa della defezione di Padova; il posto vuoto è stato occupato dalla ripescata 1ª Classe Roma. Biancoforno Santa Croce, Cariparma Parma, Edilkamin Ostiano e Stamplast San Vito sono le neopromosse dalla Serie B. Infine, il ripescaggio della De Mitri Urbino ha sopperito alla defezione di Isernia. Arzano ha ceduto il titolo sportivo alla Europea 92 Virgin Radio Milano.
| 1ª Classe Roma                                                |
| ------------------------------------------------------------- |
| Stagioni in Serie A2: 17                                      |
| Campo di gioco: Palafonte di Roma                             |
| 2007-08: 14ª in A2; ripescata per la rinuncia di Padova in A1 |
| Allenatore: Paolo Giribaldi                                   |

| Aeronautica Militare Vigna di Valle Roma                     |
| ------------------------------------------------------------ |
| Stagioni in Serie A2: 3                                      |
| Campo di gioco: Centro Sportivo Aeronautica di Bracciano, RM |
| 2007-08: 2ª in A2                                            |
| Allenatore: Luca Cristofani                                  |

| All Fin Volta Mantovana                          |
| ------------------------------------------------ |
| Stagioni in Serie A2: 2                          |
| Campo di gioco: PalaValle di Volta Mantovana, MN |
| 2007-08: 9ª in A2                                |
| Allenatore: Davide Zanichelli                    |

| Biancoforno Santa Croce                                  |
| -------------------------------------------------------- |
| Stagioni in Serie A2: 1                                  |
| Campo di gioco: PalaParenti di Santa Croce sull'Arno, PI |
| 2007-08: 1ª in B1; vincitrice dei play-off promozione    |
| Allenatore: Ettore Guidetti                              |

| Brunelli Nocera Umbra                         |
| --------------------------------------------- |
| Stagioni in Serie A2: 2                       |
| Campo di gioco: Palasport di Nocera Umbra, PG |
| 2007-08: 8ª in A2                             |
| Allenatore: Mauro Marasciulo                  |

| Cariparma Parma                                       |
| ----------------------------------------------------- |
| Stagioni in Serie A2: 1                               |
| Campo di gioco: PalaRaschi di Parma                   |
| 2007-08: 1ª in B1; vincitrice dei play-off promozione |
| Allenatore: Marco Botti                               |

| De Mitri Urbino                                     |
| --------------------------------------------------- |
| Stagioni in Serie A2: 5                             |
| Campo di gioco: PalaMondolce di Urbino, PU          |
| 2007-08: 16ª in A2; acquisisce i diritti di Isernia |
| Allenatore: Andrea Pistola                          |

| Edilkamin Ostiano                                     |
| ----------------------------------------------------- |
| Stagioni in Serie A2: 1                               |
| Campo di gioco: Palasport di Curtatone, MN            |
| 2007-08: 1ª in B1; vincitrice dei play-off promozione |
| Allenatore: Marco Gazzotti                            |

| Europea 92 Virgin Radio Milano                               |
| ------------------------------------------------------------ |
| Stagioni in Serie A2: 1                                      |
| Campo di gioco: Palalido di Milano                           |
| 2007-08: fondazione; acquisisce i diritti sportivi di Arzano |
| Allenatore: Bruno Napolitano                                 |

| Florens Castellana Grotte                        |
| ------------------------------------------------ |
| Stagioni in Serie A2: 5                          |
| Campo di gioco: Pala167 di Castellana Grotte, BA |
| 2007-08: 11ª in A2                               |
| Allenatore: Donato Radogna                       |

| Magic Pack Cremona                  |
| ----------------------------------- |
| Stagioni in Serie A2: 3             |
| Campo di gioco: PalaRadi di Cremona |
| 2007-08: 4ª in A2                   |
| Allenatore: Stefano Micoli          |

| Marche Metalli Hik Castelfidardo               |
| ---------------------------------------------- |
| Stagioni in Serie A2: 5                        |
| Campo di gioco: Palasport di Castelfidardo, AN |
| 2007-08: 6ª in A2                              |
| Allenatore: François Salvagni                  |

| Rebecchi La Lupa Piacenza                 |
| ----------------------------------------- |
| Stagioni in Serie A2: 4                   |
| Campo di gioco: PalaFranzanti di Piacenza |
| 2007-08: 11ª in A1; retrocessa in A2      |
| Allenatore: Leonardo Barbieri             |

| Riso Scotti Pavia                    |
| ------------------------------------ |
| Stagioni in Serie A2: 3              |
| Campo di gioco: PalaRavizza di Pavia |
| 2007-08: 5ª in A2                    |
| Allenatore: Gianfranco Milano        |

| Stamplast San Vito dei Normanni                              |
| ------------------------------------------------------------ |
| Stagioni in Serie A2: 1                                      |
| Campo di gioco: PalaMacchitella di San Vito dei Normanni, BR |
| 2007-08: 1ª in B1; vincitrice dei play-off promozione        |
| Allenatore: Cosimo Lo Re                                     |

| Zoppas Industries Conegliano                                  |
| ------------------------------------------------------------- |
| Stagioni in Serie A2: 4                                       |
| Campo di gioco: Palasport Giovanni Paolo II di Conegliano, TV |
| 2007-08: 7ª in A2                                             |
| Allenatore: Mario Regulo Martínez                             |

## Torneo

### Regular season

#### Tabellone
|               | Castelfidardo | Castellana | Conegliano | Cremona | Milano | Nocera Umbra | Ostiano | Parma | Pavia | Piacenza | Roma P. | Roma V. | San Vito | Santa Croce | Urbino | Volta |
| ------------- | ------------- | ---------- | ---------- | ------- | ------ | ------------ | ------- | ----- | ----- | -------- | ------- | ------- | -------- | ----------- | ------ | ----- |
| Castelfidardo | XXX           | 0-3        | 1-3        | 3-2     | 0-3    | 0-3          | 3-0     | 0-3   | 2-3   | 1-3      | 1-3     | 3-0     | 3-1      | 3-1         | 2-3    | 2-3   |
| Castellana    | 3-0           | XXX        | 3-1        | 3-0     | 3-1    | 3-0          | 3-0     | 3-0   | 3-0   | 3-0      | 3-1     | 3-1     | 3-0      | 3-0         | 3-0    | 3-0   |
| Conegliano    | 3-1           | 2-3        | XXX        | 3-0     | 3-1    | 3-2          | 3-0     | 3-0   | 3-2   | 3-1      | 3-0     | 3-0     | 3-0      | 3-0         | 3-0    | 3-1   |
| Cremona       | 3-2           | 3-1        | 1-3        | XXX     | 0-3    | 3-2          | 3-2     | 3-1   | 3-2   | 3-1      | 3-0     | 3-0     | 3-0      | 3-0         | 2-3    | 0-3   |
| Milano        | 3-0           | 3-0        | 3-2        | 0-3     | XXX    | 2-3          | 3-0     | 3-1   | 3-0   | 3-0      | 3-2     | 3-1     | 3-1      | 3-1         | 3-1    | 3-1   |
| Nocera Umbra  | 1-3           | 0-3        | 0-3        | 0-3     | 2-3    | XXX          | 3-2     | 3-0   | 2-3   | 3-0      | 1-3     | 3-0     | 0-3      | 3-0         | 3-0    | 1-3   |
| Ostiano       | 3-0           | 0-3        | 3-2        | 3-2     | 0-3    | 1-3          | XXX     | 3-0   | 1-3   | 3-2      | 2-3     | 3-1     | 1-3      | 3-1         | 3-2    | 0-3   |
| Parma         | 3-1           | 2-3        | 1-3        | 2-3     | 1-3    | 2-3          | 0-3     | XXX   | 3-0   | 3-0      | 2-3     | 3-1     | 3-2      | 3-0         | 0-3    | 2-3   |
| Pavia         | 2-3           | 3-0        | 1-3        | 3-0     | 1-3    | 3-1          | 3-0     | 3-2   | XXX   | 3-0      | 3-0     | 3-0     | 1-3      | 3-1         | 3-2    | 0-3   |
| Piacenza      | 3-1           | 1-3        | 3-1        | 2-3     | 3-1    | 3-2          | 3-0     | 3-1   | 1-3   | XXX      | 2-3     | 3-1     | 3-0      | 3-0         | 3-1    | 3-2   |
| Roma P.       | 3-1           | 3-0        | 3-2        | 3-2     | 1-3    | 3-1          | 3-2     | 3-1   | 3-2   | 2-3      | XXX     | 3-1     | 3-0      | 3-0         | 3-0    | 1-3   |
| Roma V.       | 1-3           | 0-3        | 0-3        | 1-3     | 0-3    | 1-3          | 0-3     | 1-3   | 2-3   | 0-3      | 0-3     | XXX     | 1-3      | 0-3         | 0-3    | 3-2   |
| San Vito      | 3-2           | 3-2        | 0-3        | 1-3     | 3-1    | 2-3          | 3-2     | 3-2   | 3-2   | 3-0      | 1-3     | 3-2     | XXX      | 3-2         | 3-1    | 2-3   |
| Santa Croce   | 3-0           | 3-1        | 3-0        | 0-3     | 1-3    | 2-3          | 1-3     | 1-3   | 1-3   | 3-1      | 3-2     | 3-0     | 3-2      | XXX         | 3-1    | 0-3   |
| Urbino        | 2-3           | 2-3        | 3-2        | 0-3     | 0-3    | 1-3          | 3-2     | 3-0   | 1-3   | 3-2      | 3-1     | 3-0     | 3-0      | 3-1         | XXX    | 2-3   |
| Volta         | 3-1           | 3-1        | 1-3        | 3-2     | 3-1    | 3-0          | 3-0     | 3-1   | 1-3   | 3-2      | 3-0     | 3-0     | 3-0      | 3-0         | 0-3    | XXX   |

#### Classifica
| Pos. | Squadra                          | Pt | G  | V  | P  | SV | SP |
| ---- | -------------------------------- | -- | -- | -- | -- | -- | -- |
| 1.   | Zoppas Industries Conegliano     | 69 | 30 | 23 | 7  | 78 | 37 |
| 2.   | Florens Castellana Grotte        | 67 | 30 | 23 | 7  | 74 | 32 |
| 3.   | Europea 92 Virgin Radio Milano   | 67 | 30 | 23 | 7  | 76 | 37 |
| 4.   | All Fin Volta Mantovana          | 62 | 30 | 22 | 8  | 74 | 42 |
| 5.   | Magic Pack Cremona               | 56 | 30 | 19 | 11 | 68 | 50 |
| 6.   | Riso Scotti Pavia                | 54 | 30 | 18 | 12 | 67 | 53 |
| 7.   | 1ª Classe Roma                   | 53 | 30 | 19 | 11 | 67 | 54 |
| 8.   | Rebecchi La Lupa Piacenza        | 44 | 30 | 14 | 16 | 57 | 61 |
| 9.   | Brunelli Nocera Umbra            | 42 | 30 | 14 | 16 | 57 | 61 |
| 10.  | Stamplast San Vito dei Normanni  | 39 | 30 | 14 | 16 | 54 | 67 |
| 11.  | De Mitri Urbino                  | 39 | 30 | 13 | 17 | 55 | 63 |
| 12.  | Edilkamin Ostiano                | 35 | 30 | 11 | 19 | 48 | 68 |
| 13.  | Cariparma Parma                  | 33 | 30 | 9  | 21 | 48 | 69 |
| 14.  | Marche Metalli Hik Castelfidardo | 29 | 30 | 9  | 21 | 45 | 72 |
| 15.  | Biancoforno Santa Croce          | 27 | 30 | 9  | 21 | 40 | 70 |
| 16.  | Aeronautica Militare Virtus Roma | 4  | 30 | 1  | 29 | 18 | 89 |

| Promosse in Serie A1 | Promossa dopo i play-off promozione | Retrocesse in Serie B1 |

### Play-off promozione

#### Tabellone
|  | Semifinali | Semifinali | Semifinali | Semifinali | Semifinali |  |  | Finale | Finale  | Finale  | Finale | Finale | Finale | Finale |  |
|  |            |            |            |            |            |  |  |        |         |         |        |        |        |        |  |
|  | 3          | Milano     | Milano     | 2          | 0          |  |  |        |         |         |        |        |        |        |  |
|  | 6          | Pavia      | Pavia      | 3          | 3          |  |  | 6      | Pavia   | Pavia   | 3      | 0      | 3      | 3      |  |
|  | 4          | Volta      | Volta      | 1          | 2          |  |  | 5      | Cremona | Cremona | 0      | 3      | 1      | 2      |  |
|  | 5          | Cremona    | Cremona    | 3          | 3          |  |  |        |         |         |        |        |        |        |  |

#### Risultati
| Semifinali |                         |     |                                   |
|            |                         |     |                                   |
| 19-04      | Milano-Pavia            | 2-3 | 23-25, 25-22, 25-17, 19-25, 13-15 |
| 20-04      | Volta Mantovana-Cremona | 1-3 | 21-25, 21-25, 25-16, 24-26        |

| 22-04 | Pavia-Milano            | 3-0 | 25-23, 25-18, 25-23               |
| 23-04 | Cremona-Volta Mantovana | 3-2 | 25-17, 21-25, 26-24, 30-32, 16-14 |

| Finale |               |     |                                   |
|        |               |     |                                   |
| 29-04  | Cremona-Pavia | 0-3 | 23-25, 8-25, 16-25                |
| 04-05  | Pavia-Cremona | 0-3 | 18-25, 23-25, 17-25               |
| 08-04  | Cremona-Pavia | 1-3 | 27-25, 25-27, 23-25, 22-25        |
| 11-04  | Pavia-Cremona | 3-2 | 21-25, 21-25, 25-17, 26-24, 15-10 |

## Statistiche

### Classifica di rendimento individuale
| Pos. |                     | Pt  | Squadra           |
| ---- | ------------------- | --- | ----------------- |
| 1.   | Jovana Brakočević   | 657 | Spes Conegliano   |
| 2.   | Augusta Barboza     | 587 | Brunelli          |
| 3.   | Elisangela Pereira  | 575 | Castellana Grotte |
| 4.   | Liesbet Vindevoghel | 508 | Volta             |
| 5.   | Cornelia Dumler     | 501 | Ostiano           |
| 6.   | Mariann Nagy        | 499 | Roma              |
| 7.   | Tereza Matuszková   | 473 | Roma              |
| 8.   | Valentina Borrelli  | 471 | River             |
| 9.   | Jana Šenková        | 470 | Life Milano       |
| 10.  | Lucia Bacchi        | 466 | Esperia           |